# 吳振麟
吳振麟（?—?）字止欺，浙江嘉兴人，清朝末年官员。

## 生平
光绪二十四年十月（1898年），吳振麟自费赴日本留学，入日华学堂，后转为官费，入第一高等学校、东京帝国大学法科。在日本期间，他参加译书汇编社。归国后，吳振麟任农工商部主事，后任宪政编查馆统计局副科员。